# Amber Bongard
Amber Marie Bongard, nota come Amber Bongard (Potsdam, 24 agosto 1997), è un'attrice tedesca, nota per aver interpretato il ruolo di Fanny Schleicher nei film del cavallo Windstorm (Ostwind).

## Biografia
Amber Bongard è nata il 24 agosto 1997 a Potsdam, ed è la figlia dell'artista visiva e autrice Katrin Bongard e sorella minore di Isabel Bongard e Leonard Carow.

## Carriera
La sua carriera di recitazione è iniziata quando era bambina, dove ha interpretato in due film per la televisione come figlia di Juliane Köhler. Nel 2003 Tatort episodio Große Liebe, ha recitato un ruolo di supporto al fianco dei suoi fratelli. Nel 2005, ha recitato nel pluripremiato dramma sociale In Matters Kaminski, insieme a Köhler e Matthias Brandt, figlia di genitori con difficoltà di apprendimento.
È apparsa in diversi spot televisivi e cinematografici e ha avuto altri ruoli di supporto, spesso più grandi di film per il cinema e la televisione, tra cui di Ulrich Koehler Montag die Fenster, Chris Kraus film di successo Vier Minuten. La donna in fondo alla strada con Maren Eggert e Inga Busch. Nello psicodramma ARD Schattenkinder è stata vista al fianco di Karoline Eichhorn , nella commedia tragica Patchwork al fianco di Gabriela Maria Schmeide e Fritz Karl. Mentre Annie, era di Julia Jentsch figlia in di Hermine Huntgeburth letteraria adattamento, Effi Briest. Ha interpretato ruoli per bambini nei film in costume Die Gräfin von Julie Delpy e Die Päpstin von Sönke Wortmann.
Nel 2010 e nel 2011 ci sono stati due ruoli cinematografici principali: nella commedia per adolescenti Groupies bleiben nicht zum Frühstück, Amber Bongard era la sorella pubescente del personaggio principale interpretato da Anna Fischer. In Sommer in Orange di Marcus H. Rosenmüller, ha interpretato la figlia cinematografica di Petra Schmidt-Schaller, Lili. Ha ricevuto molti elogi dalla critica per questo; il critico cinematografico Rüdiger Suchsland l'ha descritta come una bambina professionista. Nel 2013 ha recitato nel film Windstorm - Liberi nel vento (Ostwind), diretto da Katja von Garnier. Il film ha avuto quattro sequel: Windstorm 2 - Contro ogni regola (Ostwind 2), Windstorm 3 - Ritorno alle origini (Ostwind – Aufbruch nach Ora) del 2017, Windstorm 4 - Il vento sta cambiando (Ostwind – Aris Ankunft) del 2019, Windstorm 5 - Uniti per sempre (Ostwind – Der große Orkan) del 2021. Nel 2012 ha recitato nel film Geschenkte Jahre aus. Dal 2015 ha interpretato il ruolo di Ricarda "Ricky" Bundschuh nella serie Familie Bundschuh, al fianco di Andrea Sawatzki e Axel Milberg, che interpretano i loro genitori cinematografici, in uno dei ruoli principali negli adattamenti cinematografici dei romanzi di Sawatzki su Gundula e Gerald Bundschuh.
Amber Bongard è impegnata nell'organizzazione umanitaria per l'infanzia Plan International ed è apparsa in pubblico diverse volte come portavoce.

## Filmografia

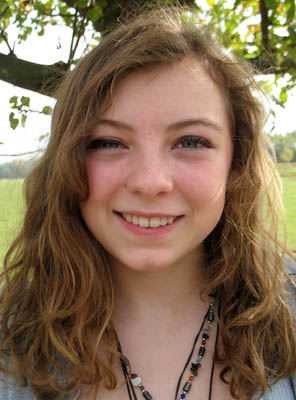
Amber Bongard nel 2012

### Televisione
- Tatort – serie TV, episodio Große Liebe (2004)
- In Sachen Kaminski – film TV (2005)
- Ich bin ein Berliner – film TV (2005)
- Es war Mord und ein Dorf schweigt – film TV (2006)
- Montag kommen die Fenster – serie TV (2006)
- Vier Minuten – serie TV (2006)
- Tornado – Der Zorn des Himmels – serie TV, episodio Fernseh-Zweiteiler (2006)
- Die Frau am Ende der Straße – film TV (2006)
- Die Kinder der Flucht – serie TV, episodio Wolfskinder (2006)
- Mr. Nanny – Ein Mann für – film TV (2006)
- Erdbeereis mit Liebe – film TV (2007)
- Schattenkinder – film TV (2007)
- Patchwork – film TV (2008)
- Die Gräfin - The Countess – serie TV (2009)
- Die Päpstin – film TV (2009)
- Effi Briest – film TV (2009)
- Hungerwinter – Überleben nach dem Krieg – film TV (2009)
- Polizeiruf 110: Blutiges Geld – serie TV (2010)
- Groupies bleiben nicht zum Frühstück – serie TV (2010)
- Sommer in Orange – serie TV (2011)
- Mittlere Reife – film TV (2012)
- Windstorm - Liberi nel vento (Ostwind) – film TV (2013)
- Brüderlein – film TV (2013)
- Geschenkte Jahre – film TV (2014)
- Windstorm 2 - Contro ogni regola (Ostwind 2) – film TV 2015
- Auf der Straße – serie TV (2015)
- Familie Bundschuh – film TV (2015)
  - Tief durchatmen, die Familie kommt (2015)
  - Von Erholung war nie die Rede (2017)
  - Ihr seid natürlich eingeladen (2018)
  - Familie Bundschuh – Wir machen Abitur (2019)
  - Familie Bundschuh im Weihnachtschaos (2020)
- In aller Freundschaft – serie TV, episodio Urteile und Vorurteile (2016)
- Wer aufgibt ist tot – serie TV (2016)
- Windstorm 3 - Ritorno alle origini (Ostwind – Aufbruch nach Ora) – film TV (2017)
- Club der roten Bänder – serie TV (2017)
- Lena Lorenz – Mutter für drei Tage – serie TV (2018)
- Windstorm 4 - Il vento sta cambiando (Ostwind – Aris Ankunft) – film TV (2019)
- In aller Freundschaft – Die jungen Ärzte – serie TV, episodio Wenn es darauf ankommt (2019)
- Die Pfefferkörner – serie TV, episodio Waschbär und Kaninchen (2019)
- Kranke Geschäfte – film TV (2020)
- Charité – serie TV (2021)
- Windstorm 5 - Uniti per sempre (Ostwind – Der große Orkan) – film TV (2021)
- Tonis Welt – serie TV (2021)

## Doppiatrici italiane
Nelle versioni in italiano dei suoi film e delle sue serie TV, Amber Bongard è stata doppiata da:
- Milvia Bonacini in Windstorm - Liberi nel vento, Windstorm 2 - Contro ogni regola, Windstorm 3 - Ritorno alle origini, Windstorm 4 - Il vento sta cambiando, Windstorm 5 - Uniti per sempre